# Roundabout (chanson)
Pour les articles homonymes, voir Roundabout.
Pistes de Fragile
Cans and Brahms
(2)
Roundabout est une chanson du groupe de rock progressif Yes, parue en 1971 sur l'album Fragile. Écrite par le chanteur Jon Anderson, le guitariste Steve Howe et produite par le groupe et Eddy Offord, la chanson nait lorsque le groupe est en tournée et traverse de nombreux ronds-points (roundabout en anglais) sur le chemin. 

## Genèse et enregistrement
L'album Fragile contient quatre chansons interprétées par le groupe et cinq morceaux solos écrits et arrangés par chaque membre. Roundabout est l'un de ces morceaux collaboratifs.
La chanson a vu le jour en mars 1971, alors que le groupe était en tournée pour la promotion de The Yes Album, et qu'il se rendait d'Aberdeen à Glasgow après un concert à Aviemore, en Écosse. Sur la route, ils rencontrent de nombreux ronds-points (roundabout en anglais), Jon Anderson affirme qu'il y en avait « peut-être une quarantaine ». Anderson et Steve Howe, assis à l'arrière du van de transit du groupe, ont donc l'idée d'écrire une chanson sur le voyage, en incluant des ronds-points et des montagnes dans les paroles. À leur arrivée à leur hôtel à Glasgow, Anderson et Howe commencèrent à noter des idées de chansons sur leur enregistreur.

## Dans la culture populaire
En 2012, Roundabout est utilisée comme chanson de fin de la première saison de la série animée JoJo's Bizarre Adventure. La chanson et l'insert « To Be Continued » de la série deviennent un mème sur Internet, dans lequel des vidéos, notamment d'événements qui se produisent dans la vie réelle, présentent le riff de guitare acoustique d'introduction de la chanson avant de coïncider avec l'insert « To Be Continued », généralement en arrêt sur image à un moment où un accident semble imminent.
La chanson peut également être entendue sur la radio fictive Los Santos Rock Radio, dans le jeu vidéo Grand Theft Auto V.